# Mariano Argiro
Mariano Argiro (em grego: Μαριανός Ἀργυρός; romaniz.: Marianós Argyrós fl. 944–963) foi um aristocrata bizantino do século X, ativo durante o reinado dos imperadores Constantino VII Porfirogênito (r. 913–959) e Romano II (r. 959–963). Era membro da família Argiro e em 944, depois de ter sido monge, entrou no serviço imperial, tendo tido uma sucessão de comandos militares seniores, lutando no sul da Itália contra rebeldes locais e o Califado Fatímida, e nos Bálcãs contra os magiares. Em 963, tentou opor-se à tomada do trono imperial por Nicéforo II Focas (r. 963–969) ao assumir o controle de Constantinopla e prender o pai dele, Bardas Focas, o Velho. Durante os combates subsequentes, ele foi atingido na cabeça por uma escudela, e morreu no dia seguinte, em 16 de agosto de 963.

## Vida

### Origem e conspirações palacianas de 944

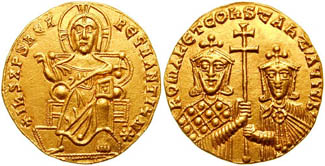
Soldo de r. e r.

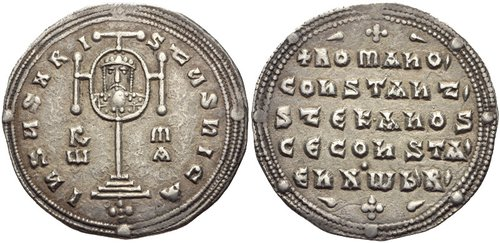
Miliarésio de com os nomes dos coimperadores

Mariano foi o filho mais velho do general Leão Argiro, ativo nas primeiras décadas do século X. Teve um irmão, Romano, que em 921 casou-se com Ágata, filha do imperador Romano I Lecapeno (r. 920–944). Os Argiros, portanto, estavam entre os principais apoiantes do regime de Lecapeno. Romano ascendeu ao trono em 919 como regente de Constantino VII (r. 913–959), que ele casou com sua filha Helena. Por volta de dezembro de 920, sua posição se tornou tão inatacável que foi coroado imperador sênior. Para consolidar seu poder, e talvez para remover os macedônicos reinantes com sua família, Romano fez seu primogênito Cristóvão coimperador em 921, enquanto Estêvão e Constantino tornaram-se coimperadores em 924. Cristóvão morreu em 931, e como Constantino VII ficou marginalizado, Estêvão e Constantino assumiram uma proeminência crescente, embora formalmente estivessem classificados após o cunhado deles no colégio imperial. Contudo, em 943, o velho Romano esboçou um testamento que deixaria Constantino VII como imperador sênior após sua morte. Isso entristeceu grandemente os irmãos, que começaram a planejar tomar o poder através de um golpe de Estado, com Estêvão aparentemente como chefe e Constantino um parceiro relutante.
É neste contexto que Mariano Argiro é mencionado pela primeira vez em dezembro de 944. Naquele tempo, era um monge, e um confidente de Estêvão Lecapeno. Segundo João Escilitzes, ele tinha anteriormente sido honrado e confiado pelo imperador Romano, porém Mariano apoiou o golpe dos irmãos Lecapenos em 20 de dezembro, que com-sucesso depuseram e exilaram seu pai em um mosteiro na ilha de Prote. Poucas semanas depois, contudo, com o apoio da população, Constantino VII conseguiu marginalizar os Lecapenos, que juntaram-se ao pai deles no exílio. Parece que Mariano mudou de lado naquele tempo, pois participou na prisão dos irmãos. Como recompensa, Constantino VII, agora governante único, libertou-o de seus votos monásticos e elevou-o ao título de patrício e o posto de conde do estábulo. Seu abandono do hábito monástico rendeu-lhe o apelido "Apambas/Apabas" (Ἄπαμβας / Ἀπαββᾶς), cuja etimologia é incerta.

### Comando no sul da Itália

Mapa da região por volta do ano 1000

Mariano então desaparece de cena até ser enviado como chefe das tropas dos temas da Macedônia e Trácia em uma expedição no sul da Itália, datada por estudiosos modernos em 955. Uma rebelião havia eclodido ali nos temas locais da Longobárdia e Calábria, envolvendo também a cidade-Estado vassala de Nápoles. A força expedicionária bizantina cercou e sitiou Nápoles, até a cidade render-se. Mariano então tomou o governo das províncias bizantinas da Itália: em 956, é atestado como estratego (governador) da Calábria e Longobárdia num escritura de privilégio da Abadia de Monte Cassino. Ao mesmo tempo, após o raide fatímida em Almeria, a guerra eclodiu entre fatímidas e omíadas. As fontes fatímidas relatam que o califa de Córdova Abderramão III (r. 912–961) propôs ação conjunta com o Império Bizantino, mas Mariano parece ter focado sua atenção na supressão da rebelião em vez de envolver-se no conflito. Os emissários bizantinos inclusive foram à corte do califa fatímida Almuiz (r. 953–975) e ofereceram renovar e estender a trégua existente. Almuiz, contudo, determinado a expor a colaboração dos omíadas com o inimigo infiel e emular os feitos de seu pai, recusou.
O califa enviou novas forças à Sicília sob Amar ibne Ali e seu irmão Haçane ibne Ali Alcalbi. Na primavera/verão de 956, a frota árabe confrontou-se com os bizantinos e derrotou a frota deles em duas batalhas no estreito de Messina, e depois os fatímidas invadiram a costa calábria. No rescaldo dos raides, Mariano viajou à corte fatímida em pessoa, e procurou trégua em troca do recomeço do pagamento de tributo e libertação anual de prisioneiros de guerra a ser realizada no Oriente. Almuiz concordou com os termos, mas a guerra recomeçou logo depois, quando o almirante Basílio destruiu a mesquita construída pelos fatímidas em Régio e atacaram Termini. Mariano, porém, retornou à corte fatímida em uma segunda embaixada em 957, indo primeiro através da Sicília, onde aparentemente deixou com o governador fatímida, Amade ibne Haçane, o tributo acordado. Durante a recepção por Almuiz, Mariano apresentou carta de Constantino VII confirmando os termos acordados na primeira embaixada, mas desta vez Almuiz rejeitou-os. Como resultado do colapsar das negociações, Constantino VII enviou expedição maciça à Itália sob Crambeas e Moroleão, enquanto Mariano comandou tropas terrestres. Os fatímidas sob os cálbidas Haçane e Amar foram vitoriosos sobre Mariano na Calábria, mas a frota fatímida sofreu um naufrágio em seu retorno à Sicília. Mariano não é mais mencionado na Itália depois disso, embora possa ter liderado uma terceira embaixada para Almuiz em setembro de 958, que levou a conclusão duma trégua de cinco anos entre as duas potências.

### Comando nos Bálcãs e morte

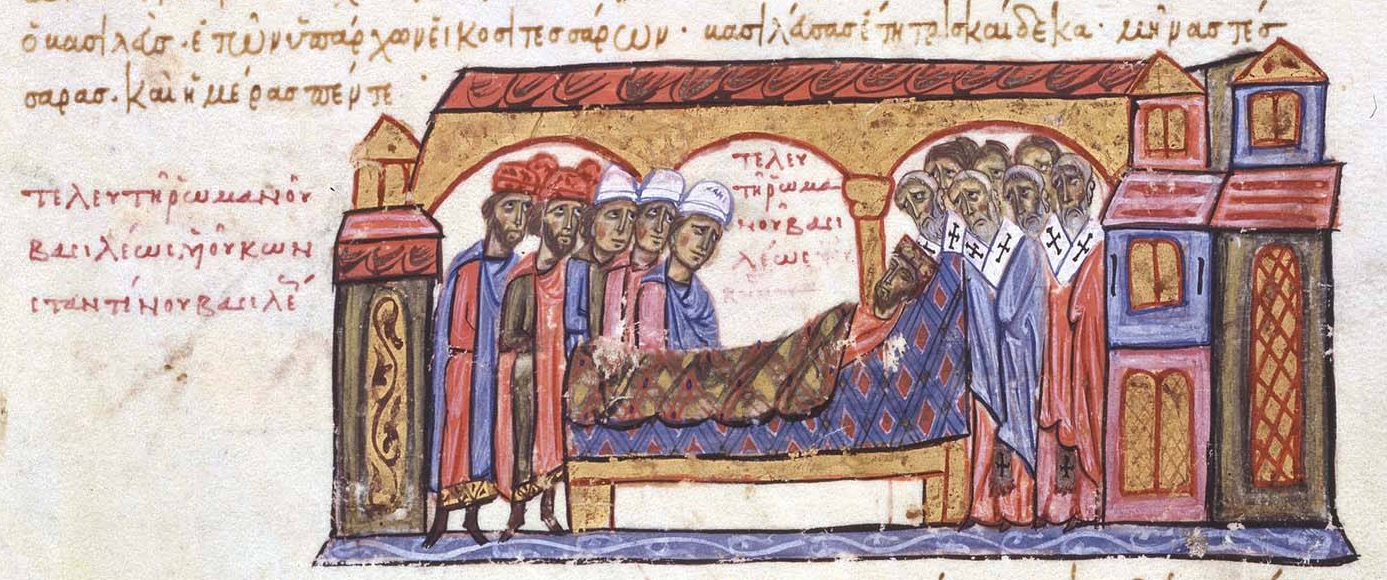
Morte de r. segundo iluminura do Escilitzes de Madri

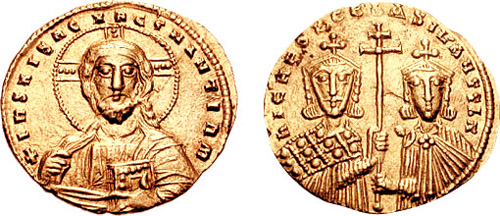
Histameno de r. e r.

Ca. 959/961, derrotou raide magiar na Trácia, capturando muitos prisioneiros. Em conexão a operação, Teófanes Continuado refere-se a ele como "monoestratego do Tema da Macedônia e catepano do Ocidente", posição equivalente a de doméstico das escolas do Ocidente, em comando de todas as tropas "ocidentais" (europeias). É incerto, contudo, se isso significa uma nomeação permanente ou se era uma posição ad hoc, ou seja, como estratego da Macedônia e comandante geral temporário dos destacamentos dos outros temas europeus. A última é mais provável, por ser documentado que Leão Focas, o Jovem teve o posto de doméstico do Ocidente, mas estava lutando contra os árabes no Oriente naquele tempo.
Em 15 de março de 963, Romano II (r. 959–963) morreu inesperadamente, deixando seus jovens filhos Basílio II (r. 976–1025) e Constantino VIII (r. 1025–1028) como imperadores. O poderoso general Nicéforo Focas (irmão de Leão) decidiu tomar o trono, mas foi confrontado pelos paracemomenos e guardião dos jovens José Bringas. Procurando suporte, Bringas ofereceu a Mariano o alto comando no oriente e potencialmente mesmo o trono se ajudasse-o. Mariano primeiro sugeriu tentar aliciar o sobrinho de Nicéforo, o popular estratego do Tema da Anatólia João Tzimisces, mas ele não só recusou como levou sua carta direto a seu tio, que chamou seus exércitos para Cesareia e proclamou-se imperador no começo do verão.
Enquanto o exército de Focas avançava através da Ásia Menor em direção a Constantinopla, Mariano então tentou organizar um golpe na capital com os homens dos regimentos macedônicos e armou prisioneiros de guerra. Esse movimento teve a oposição da população, o que resultou em conflitos nas ruas. A população ficou especialmente enfurecida quando Mariano tentou remover pela força Bardas Focas, o Velho, pai de Nicéforo, de Santa Sofia, onde tinha procurado santuário em 15 de agosto. Mariano teria sido atingido na cabeça por uma escudela, lançada por uma mulher do telhado de uma casa vizinha, que o feriu mortalmente e lhe provocou a morte no dia seguinte. Após isso, os apoiantes de Focas rapidamente prevaleceram. Bringas foi forçado a fugir para Santa Sofia, e em 16 de agosto Nicéforo Focas foi coroado imperador sênior como guardião de Basílio e Constantino.